# 128-я гвардейская мотострелковая дивизия (СССР)
128-я гвардейская мотострелковая Туркестанская дважды Краснознамённая дивизия имени Маршала Советского Союза А. А. Гречко — воинское соединение КПрикВО Сухопутных войск Советской Армии ВС Союза ССР, существовавшее в 1956—1992 годах.
Гвардейская мотострелковая дивизия была сформирована 15 декабря 1956 году на основе 128-й гвардейской горнострелковой дивизии в городе Эстергом, Венгрия. Формирование имело статус развернутой с сокращенным штатом, поэтому была укомплектована личным составом и техникой на 70 % от штатной численности (в ней было только 7 500 человек).
128-я дивизия участвовала во вводе советских войск в Чехословакию в 1968 и войне в Афганистане. Полное условное наименование — Войсковая часть № 11326. После распада Советского Союза, в 1992 году, на основе соединения была создана 128-я механизированная дивизия Вооруженных сил Украины, впоследствии переформированная в 128-ю горно-пехотную бригаду.

## История
Соединение сформировано 15 декабря 1956 года на основе 128-й гвардейской горнострелковой дивизии в городе Эстергом, Венгерская Народная Республика.
Реорганизация от 19 февраля 1962 года:
- создан 85-й отдельный ремонтно-восстановительный батальон
- создан 374-й отдельный ракетный дивизион

В мае 1962 года был создан 22-й отдельный танковый батальон.

### Ввод в Чехословакию
В 1968 году подразделения 128-й гвардейской мсд приняли участие в операции Организации Варшавского Договора «Дунай» по поддержке социалистического строя в Чехословакии. Подразделения были подняты по тревоге уже 8 мая 1968 года, кадрированные роты доукомплектованы призывниками Мукачевского и других районов Закарпатской области УССР. В августе того же года из состава дивизии в соседнее государство были введены 149-й, 315-й, 327-й гвардейские мотострелковые, 331-й гвардейский артиллерийский, 398-й танковый полки и 534-й отдельный сапёрный батальон. В частности, 149-й гвардейский мсп взял под контроль аэродром в городе Прешов (современная Словакия) и обеспечил прием самолётов из СССР. Позже 128-я гвардейская мсд взяла под контроль район, в котором воевала в 1945 году — южнее Оломоуца. В том же 1968 году подразделения 128-й гвардейской мсд вернулись к местам постоянной дислокации на Закарпатье. Известно, что во время операции «Дунай» погибли 11 военнослужащих дивизии.
В 1968 году 534-й отдельный гвардейский сапёрный батальон был переформирован в 534-й отдельный гвардейский инженерно-сапёрный батальон.
Реорганизация от 15 ноября 1972 года:
- создан 757-й отдельный противотанковый артиллерийский дивизион
- создан N-й отдельный реактивный артиллерийский дивизион — включен в состав артиллерийского полка с мая 1980 года

В мае 1976 года дивизии было присвоено именное наименование «имени Маршала Советского Союза А. А. Гречко».

### Война в Афганистане
В декабре 1979 года 149-й гвардейский мсп 128-й гвардейской мсд подняли по тревоге и передали в распоряжение командующего Краснознамённого Туркестанского ВО. 149-й гвардейский мотострелковый полк был передан в состав 201-й мотострелковой дивизии и заменён новым 487-й мотострелковым полком. После доукомплектования личным составом из числа военнослужащих других подразделений дивизии полк срочно перебазировали из Мукачево в город Термез на границе с Афганистаном. В январе следующего года он был выведен из состава 128-й гвардейской мсд и вошел в состав 201-й мотострелковой Гатчинской Краснознаменной дивизии, в составе которой введён в феврале 1980 года в Афганистан. Там полк находился до февраля 1989 года.
В 1980 году 215-й отдельный моторизованный транспортный батальон был переформирован в 891-й отдельный батальон материального обеспечения.
4 мая (по другим данным, 8 мая) 1985 года соединение было награждено вторым орденом Красного Знамени в честь 40-летия Победы. На момент распада Союза ССР она именовалась 128-я гвардейская Туркестанская дважды Краснознаменная мотострелковая дивизия имени Маршала Советского Союза A. A. Гречко (маршал Гречко был в 1957-60 гг. Главнокомандующим сухопутных войск, в 1960-67 гг. — Первым заместителем Министра обороны, в 1967-76 гг. — Министром обороны СССР).
В 1989 году 22-й отдельный танковый батальон был расформирован.
С января 1992 года дивизия перешла под юрисдикцию Украины.

## Структура
На протяжении истории соединения его структура и состав неоднократно менялись.

### 1960 год
- управление (Мукачево)
- 149-й гвардейский мотострелковый полк (Мукачево, Закарпатская область) передан 15 декабря 1956 г. из состава 39-й гвардейской механизированной дивизии
- 315-й гвардейский мотострелковый полк (Берегово, Закарпатская область)
- 327-й гвардейский мотострелковый полк (Ужгород, Закарпатская область)
- 398-й танковый полк (Ужгород, Закарпатская область)
- 331-й гвардейский Карпатский горно-артиллерийский полк (в/ч 33073 п.г.т. Перечин, Закарпатская область)
- 102-й зенитный артиллерийский полк (Свалява, Закарпатская область)
- 47-й отдельный гвардейский разведывательный батальон (Берегово, Закарпатская область)
- 534-й отдельный гвардейский саперный батальон (Берегово, Закарпатская область)
- 150-й отдельный гвардейский батальон связи (Мукачево, Закарпатская область)
- 190-й отдельная рота химической защиты (Мукачево, Закарпатская область)
- 133-й отдельный санитарно-медицинский батальон (Ужгород, Закарпатская область)
- 215-й отдельный моторизованный транспортный батальон (Мукачево, Закарпатская область)

### 1970 год
- управление (Мукачево)
- 149-й гвардейский мотострелковый полк (Мукачево, Закарпатская область)
- 315-й гвардейский мотострелковый полк (Берегово, Закарпатская область)
- 327-й гвардейский мотострелковый полк (Ужгород, Закарпатская область)
- 398-й танковый полк (Ужгород, Закарпатская область)
- 331-й гвардейский карпатский горно-артиллерийский полк (в/ч 33073 п.г.т. Перечин, Закарпатская область)
- 102-й зенитный артиллерийский полк (Свалява, Закарпатская область)
- 22-й отдельный танковый батальон (Ужгород, Закарпатская область)
- 374-й отдельный ракетный дивизион (Мукачево, Закарпатская область)
- 47-й отдельный гвардейский разведывательный батальон (Берегово, Закарпатская область)
- 534-й отдельный гвардейский инженерно-саперный батальон (Берегово, Закарпатская область)
- 150-й отдельный гвардейский батальон связи (Мукачево, Закарпатская область)
- 190-й отдельная рота химической защиты (Мукачево, Закарпатская область)
- 85-й отдельный ремонтно-восстановительный батальон (Мукачево, Закарпатская область)
- 133-й отдельный санитарно-медицинский батальон (Ужгород, Закарпатская область)
- 215-й отдельный моторизованный транспортный батальон (Мукачево, Закарпатская область)

### 1980 год
- управление (Мукачево)
- 315-й гвардейский мотострелковый полк (Берегово, Закарпатская область)
- 327-й гвардейский мотострелковый полк (Ужгород, Закарпатская область)
- 487-й мотострелковый полк (Мукачево, Закарпатская область)
- 398-й танковый полк (Ужгород, Закарпатская область)
- 331-й гвардейский карпатский горно-артиллерийский полк (в/ч 33073 п.г.т. Перечин, Закарпатская область)
- 22-й отдельный танковый батальон (Ужгород, Закарпатская область)
- 102-й зенитный ракетный полк (Свалява, Закарпатская область)
- 374-й отдельный ракетный дивизион (Мукачево, Закарпатская область)
- 757-й отдельный противотанковый артиллерийский дивизион (Свалява, Закарпатская область)
- 47-й отдельный гвардейский разведывательный батальон (Берегово, Закарпатская область)
- 534-й отдельный гвардейский инженерно-саперный батальон (Берегово, Закарпатская область)
- 150-й отдельный гвардейский батальон связи (Мукачево, Закарпатская область)
- 190-й отдельная рота химической защиты (Мукачево, Закарпатская область)
- 85-й отдельный ремонтно-восстановительный батальон (Мукачево, Закарпатская область)
- 133-й отдельный медицинский батальон (Ужгород, Закарпатская область)
- 891-й отдельный батальон материального обеспечения (Мукачево, Закарпатская область)

### 1988 год
- управление (Мукачево)
- 315-й гвардейский мотострелковый полк (Берегово, Закарпатская область)
- 327-й гвардейский мотострелковый полк (Ужгород, Закарпатская область)
- 487-й мотострелковый полк (Мукачево, Закарпатская область)
- 398-й танковый полк (Ужгород, Закарпатская область)
- 331-й гвардейский карпатский горно-артиллерийский полк (в/ч 33073 п.г.т. Перечин, Закарпатская область)
- 102-й зенитный ракетный полк (Свалява, Закарпатская область)
- 22-й отдельный танковый батальон (Ужгород, Закарпатская область)
- 374-й отдельный ракетный дивизион (Мукачево, Закарпатская область)
- 757-й отдельный противотанковый артиллерийский дивизион (Свалява, Закарпатская область)
- 47-й отдельный гвардейский разведывательный батальон (Берегово, Закарпатская область)
- 534-й отдельный гвардейский инженерно-саперный батальон (Берегово, Закарпатская область)
- 150-й отдельный гвардейский батальон связи (Мукачево, Закарпатская область)
- 190-й отдельная рота химической защиты (Мукачево, Закарпатская область)
- 85-й отдельный ремонтно-восстановительный батальон (Мукачево, Закарпатская область)
- 133-й отдельный медицинский батальон (Ужгород, Закарпатская область)
- 891-й отдельный батальон материального обеспечения (Мукачево, Закарпатская область)

## Дислокация
- Эстергом, Венгерская Народная Республика (15.12.1956 — 17.3.1958)
- Дьер, Венгерская Народная Республика (17.03.1958 — 20.07.1958)
- Мукачево, Украинская ССР (20.07.1958 — 01.1992)
- Штаб дивизии (Мукачево):

## Вооружение
Вооружение по состоянию на 19 ноября 1990 года (по условиям ДОВСЕ):
- управление
- 315-й гвардейский мотострелковый полк 30 Т-64, 139 БТР-70, 3 БТР-60, 3 БМП-1, 1 БМП-2, 2 БРМ-1К, 12 2С1 «Гвоздика», 2 ПРП-4, 3 Р −145БМ и 1 МТУ-20
- 327-й гвардейский мотострелковый полк: 27 Т-72, 142 БТР-70, 3 БТР-60, 2 БМП-1, 2 БМП-2, 2 БРМ-1К, 12 2С1 «Гвоздика», 12 ПМ-38, 3 РХМ, 1 ПРП-3, 1 ПРП-4, 3 1В18, 1 1В19, 4 Р-145БМ, 1 ПУ-12 и 1 МТУ-20
- 487-й мотострелковый полк: 27 Т-64, 85 БМП-2, 41 БМП-1, 2 БРМ-1К, 10 БТР-70, 12 2С1 «Гвоздика», 2 ПРП-4, 3 РХМ, 5 Р-145БМ, 2 ПУ-12 и 1 МТУ-20
- 398-й танковый полк: 94 Т-64, 9 БМП-1, 5 БМП-2, 2 БРМ-1К, 3 БТР-70, 12 2С1 «Гвоздика», 2 БМП-1КШ, 3 РХМ, 1 ПРП-3, 1 ПРП-4, 3 1В18, 1 1В19, 3 Р-145БМ, 1 ПУ-12, 2 МТУ и 1 МТ-55А
- 331-й гвардейский артиллерийский полк 36 2С3 «Акация», 12 БМ-21 «Град», 1 ПРП-3, 4 ПРП-4, 6 1В18, 2 1В19, 1 Р-145БМ и 1 БТР-70
- 102-й зенитный артиллерийский полк: ЗРК «Оса» (SA-8), 1 ПУ-12 и 1 Р-145БМ
- 757-й отдельный противотанковый артиллерийский дивизион 1 ПРП-3 и 22 МТ-ЛБТ
- 47-й отдельный гвардейский разведывательный батальон: 10 БМП-1, 7 БРМ-1К, 6 БТР-70 и 1 Р-145БМ
- 150-й отдельный гвардейский батальон связи: 8 Р-145БМ, 3 Р-156БТР, 1 Р-137Б, 1 ПУ-12 и 1 ПРП-4
- 534-й отдельный гвардейский инженерно-саперный батальон 1 УР-67[2]

## Наименования соединения
В течение своей истории данное воинское соединение имело следующие полные действительные наименования:
- 1922   — 1-я Туркестанская стрелковая дивизия
- 1929   — 1-я Туркестанская горная дивизия
- 1936   — 83-я Туркестанская горная стрелковая дивизия
- 1940   — 83-я Туркестанская горнострелковая дивизия
- 1943   — 128-я гвардейская Туркестанская горнострелковая дивизия
- 1955   — 128-я гвардейская Туркестанская стрелковая дивизия
- 1957   — 128-я гвардейская мотострелковая Туркестанская дивизия
- 1985   — 128-я гвардейская мотострелковая Туркестанская дивизия имени Маршала Советского Союза А. А. Гречко